# Вощина

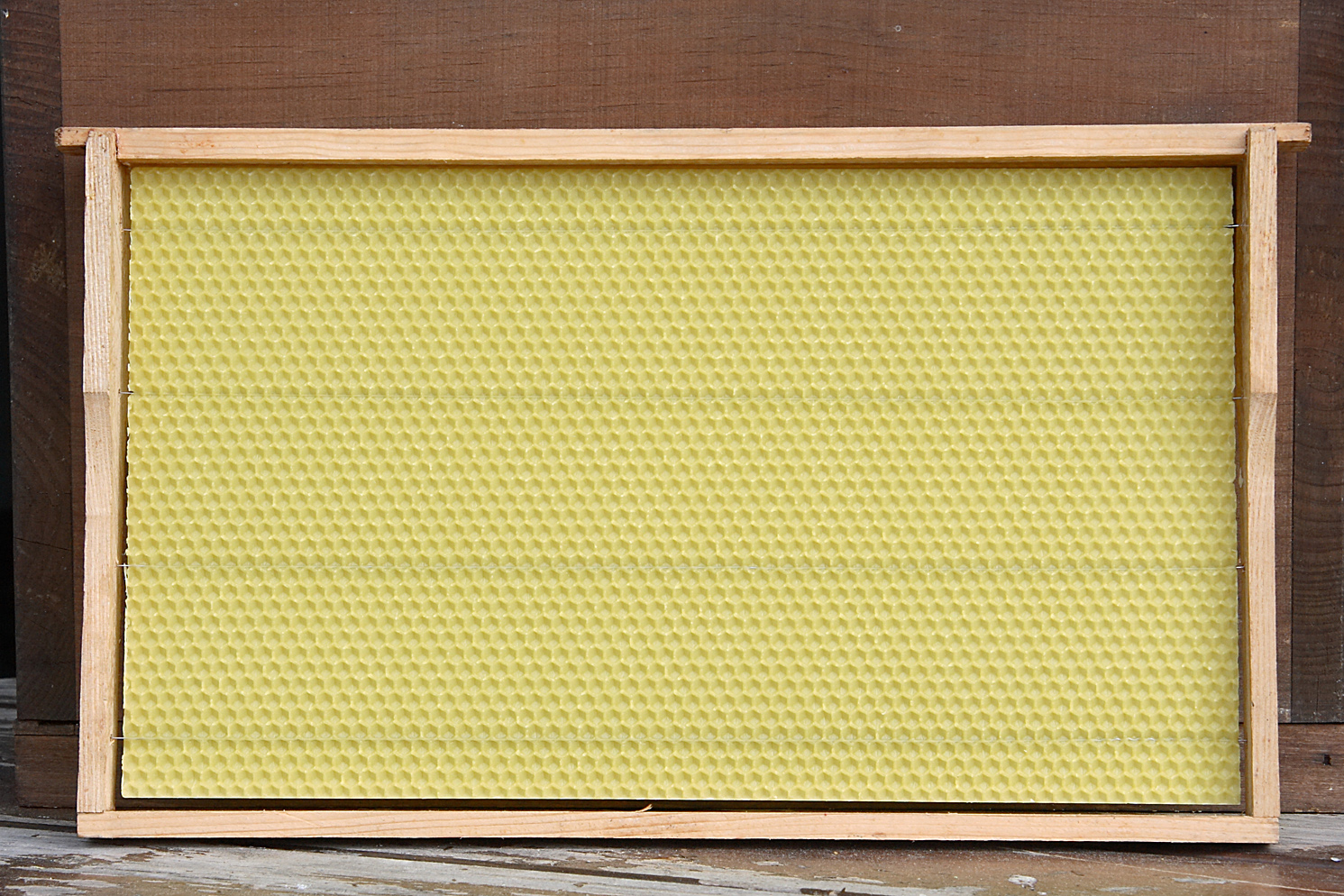
Рамка с вощиной

Вощи́на — искусственная основа для постройки пчелиных сот, представляющая собой тонкий прямоугольный лист из воска с выдавленными донышками ячеек. Вощина применяется в пчеловодстве для ускорения отстройки сот, что ведёт к более быстрому развитию пчелиной семьи и её продуктивности.

## Классификация
Восковые предприятия, выпускающие вощину, изготовляют её различной толщины, в зависимости от угла сотов на дне ячейки. По этому параметру различают три вида вощины: 
- обыкновенная вощина (угол 140°) — её описывает ГОСТ 21180-2012. В 1 кг такой вощины содержится 14-16 листов;
- вощина «полумаксимум» (угол 130°) — она толще и в 1 кг ее помещается меньше, 12-14 листов;
- вощина «максимум» (угол 120°) — в 1 кг содержится 10-12 листов.

Чем меньше угол на дне сотовой ячейки, тем глубже ячейка и тем более она приближена к естественной — такой, какую отстраивают сами пчелы в природе. Соответственно скорость развития пчелосемьи выше и пчёлам требуется меньше времени для подготовки ячеек перед засевом их маткой. 
Исходя из размеров листа, вощину делят на дадановскую (для пчелиной рамки международного стандарта Дадан) и рутовскую. Дадановская вощина имеет размер листа 400±2 мм × 260±2 мм. Рутовская — 400±2 мм × 207±2 мм.
Различается вощина и по размерам ячейки сотов. По этому параметру существует:
- два вида пчелиной вощины с длиной ячейки 5,4±0,05 мм (ГОСТ 21180-2012) и 5,5-5,6 мм (используется при пчеловождении среднерусской пчелы, которая больше горных и южных пород);
- трутневая вощина для выведения трутней и установки в медовые корпуса с размером ячейки 6,90±0,05 мм (ГОСТ 52 317-2005).

## Изготовление вощины

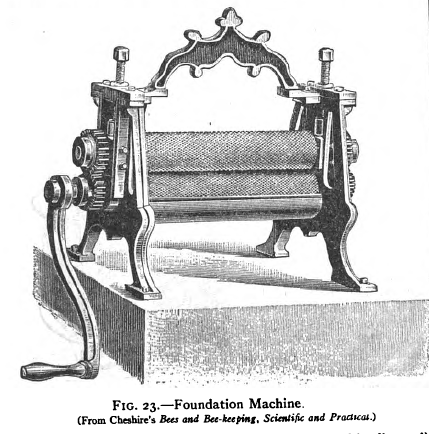
Пресс для изготовления вощины, иллюстрация из Британской энциклопедии 1911 года

Вощина получается путём нанесения (гравирования) конфигурации донышка сотов на тонкую восковую ленту. Конфигурация донышка сотов гравируется на восковой ленте путём прокатывания последней на гравировальных вальцах. Процесс прокатывания возможен вручную (производительность до 20 кг в день) или с электроприводом, при этом производительность достигает 50 кг в час (на усовершенствованных линиях — до 100 кг в час).
Для изготовления восковой ленты необходим источник горячей воды. 
Тонкую восковую ленту получают различными способами. Самый производительный метод — с помощью деревянного барабана. Длина деревянного барабана зависит от того, какую ленту желательно получать. Для дадановской вощины — 260 мм, для рутовской — 200 мм. Деревянный барабан предварительно смачивают водой. При вращении барабана жидкий воск налипает на барабан и после застывания отделяется от него. Скорость вращения барабана подбирается таким образом, чтобы восковая лента затвердевала при повороте барабана на угол 180-250 градусов. Толщина ленты может колебаться от 0,2 до 0,6 мм и подбирается скоростью вращения барабана и глубиной его погружения в жидкий воск. Тонкая восковая лента сворачивается в рулон и пропускается через гравировальные вальцы, а затем острым ножом разрезается по необходимому размеру.
Возможны и другие способы получения гладкой восковой ленты:
- путём окунания предварительно смоченной водой деревянной или фанерной плиты с размерами, равными размерам необходимой вощины, в жидкий воск. Толщина восковой ленты определяется числом окунаний;
- путём прокатывания подогретого воскового слитка через гладкие вальцы;
- армированная вощина получается путём окунания в жидкий воск куска марли.

Стоит упомянуть, что недобросовестные производители вощины отходят от ГОСТа и, в стремлении увеличить прибыль, подмешивают в восковое сырье такие более дешевые добавки, как парафин, стеарин, церезин и др., тем самым ухудшая характеристики вощины: 
- снижается температура плавления и размягчения листа вощины, из-за чего она коробится в гнезде (при постоянно поддерживаемой температуре при наличии открытого расплода +36 градусов). Пчелам становится сложно оттягивать такую вощину, они перестраивают пчелиные ячейки в трутневые. Скорость засева матки падает[прояснить];
- синтетические добавки могут негативно влиять на расплод, стимулируя пчел к удалению такого расплода.